# Mount Greylock
Der Mount Greylock ist mit 3.491 ft (1.064,1 m) die höchste natürliche Erhebung im Bundesstaat Massachusetts der Vereinigten Staaten. Er gehört geologisch zu den Taconic Mountains im Nordwesten von Massachusetts, wird aber üblicherweise mit den südlich angrenzenden Berkshire Mountains in Verbindung gebracht. Auf dem Gipfel befindet sich ein 1931/32 errichteter, 28 Meter hoher leuchtturmähnlicher Gedenkturm für Massachusetts’ Kriegsveteranen seit dem Ersten Weltkrieg.
Der Berg ist vor allem bekannt für die Aussicht vom Gipfel, von wo aus bei gutem Wetter fünf Bundesstaaten zu sehen sind. Zudem gedeiht auf seinen Hängen der einzige Boreale Nadelwald in Massachusetts. Zu den Wanderwegen rund um den Mount Greylock gehört auch ein Teilstück des Appalachian Trail. 1898 wurde das Schutzgebiet Mount Greylock State Reservation gegründet.
Der 1.200 Acres (4,9 km²) umfassende Mount Greylock Summit Historic District am Gipfel des Bergs wurde am 20. April 1998 unter der Nummer 98000349 als Historic District in das National Register of Historic Places eingetragen.

## Geographie
Aus geographischer Sicht gehört der Mount Greylock zu einem sich über ein Gebiet von mehr als 120 km² erstreckenden Gebirgszug zwischen den Hoosac Mountains, den Berkshire Mountains, den Green Mountains und den Taconic Mountains, die wiederum Teil der Appalachen sind. Der Gipfel des Bergs liegt auf dem Stadtgebiet von Adams, während seine Ausläufer bis in die Städte Cheshire, Lanesborough, New Ashford, North Adams und Williamstown ragen. Der Gebirgszug umfasst neben dem Mount Greylock weitere, kleinere Erhebungen wie den Saddle Ball Mountain und den Mount Fitch.
Im Nordwesten entwässert der Mount Greylock in den Green River, der über den Hoosic River und Hudson River in den New York Harbor mündet. Die Entwässerung der Südseite erfolgt über den Town Brook, der über den Housatonic River in den Long Island Sound mündet. Die anderen Bereiche des Berges entwässern unmittelbar in den Hoosic River.
Vom Gipfel des Bergs besteht bei gutem Wetter eine Rundumsicht mit einer Sichtweite von bis zu 220 km, die Gebiete der Bundesstaaten Massachusetts, New York, Connecticut, Vermont und New Hampshire beinhaltet.

## Geologie und Ökologie
Der als Überschiebung entstandene Mount Greylock besteht ebenso wie die Taconic Mountains vorwiegend aus Phyllit aus dem Ordovizium, unter dem sich jüngere Schichten aus metamorphem Sedimentgestein (im Wesentlichen Marmor) befinden. Der Marmor wurde in Adams und North Adams in Steinbrüchen am Fuß des Berges abgebaut.
Während des Pleistozän vor rund 18.000 Jahren waren der Berg und seine Umgebung vom Laurentidischen Eisschild bis zu 1 km hoch bedeckt. Die Kraft des Eises formte den Berg und die Landschaft und hinterließ U-förmige Täler sowie Findlinge wie den Balance Rock in Lanesborough, der heute im Balance Rock State Park zu finden ist. Das Kar The Hopper ist das südlichste Tal seiner Art in ganz Neuengland und wurde aufgrund des dort stehenden großflächigen Primärwalds aus Amerikanischen Rot-Fichten im Jahr 1998 als National Natural Landmark ausgewiesen.
Der Mount Greylock ist als Important Bird Area ausgewiesen. Er dient als Lebensraum für Vögel, die ansonsten in Massachusetts nicht vorkommen, wie beispielsweise Streifenwaldsänger und Bicknelldrosseln. Die Datenbank eBird listet weit über 100 verschiedene Vogelarten auf, die in der unmittelbaren Umgebung des Bergs leben.

## Geschichte

### Frühgeschichte und Namensgebung

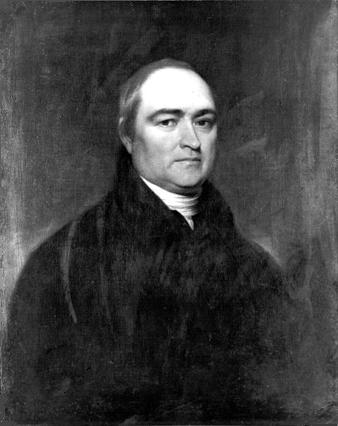
Timothy Dwight IV., porträtiert von John Trumbull.

Vor der Ankunft der europäischen Siedler lebten in der Gegend um den Mount Greylock vorwiegend Mahican-Indianer. An der Nordseite des Bergs führte mit dem Mohawk Trail ein wichtiger Verbindungsweg zwischen den am Hudson und Connecticut River siedelnden Indianervölkern vorbei, der heute einen Teil der Massachusetts Route 2 bildet.
Der Berg wurde von den Siedlern im 18. Jahrhundert zunächst Grand Hoosuc(k) und später Saddleback Mountain genannt. Der Ursprung seines heutigen Namens ist hingegen nicht eindeutig feststellbar. Die Bezeichnung Mount Greylock kommt zum ersten Mal 1819 vor und war um 1830 bereits weit verbreitet. Der Name könnte auf die grauen Wolken zurückgehen, die seinen Gipfel häufig umgeben, oder auf den grauen Dunst in seinen höheren Lagen, oder auch – was als wahrscheinlichste Variante angesehen wird – auf den Sachem Gray Lock (1670–1750), Anführer der Waranoak-Indianer. Der Häuptling wurde insbesondere durch seinen Guerillakrieg gegen die weißen Siedler in Vermont und im westlichen Massachusetts bekannt.
Zu den ersten Bergsteigern am Mount Greylock zählen der damalige Präsident der Yale University Timothy Dwight IV. und der erste Präsident des Williams College Ebenezer Fitch, die ihn 1799 auf einer Route erklommen, die wahrscheinlich vom Farmer Jeremiah Wilbur angelegt worden war.

### 19. Jahrhundert
Am 1793 im nahegelegenen Williamstown gegründeten Williams College wurde die Geschichte des Mount Greylock von Beginn an erforscht. So legte eine Gruppe von Studenten im Mai 1830 einen Weg zum Gipfel an, der heute als Hopper Trail bekannt ist und von ihren Nachfolgern am College noch heute jährlich am Mountain Day erklommen wird.
In der Mitte des 19. Jahrhunderts war der Berg bereits sehr populär und zog insbesondere Schriftsteller und Künstler wie Nathaniel Hawthorne, William Cullen Bryant, Oliver Wendell Holmes, Herman Melville und Henry David Thoreau an, die sich in seiner Umgebung inspirieren ließen. Ihre Eindrücke verarbeiteten die Genannten auf unterschiedliche Weise. Hawthorne entwickelte daraus seine Geschichte „The Unpardonable Sin“, während Melville nachgesagt wird, ihn habe der schneebedeckte Gipfel an einen auftauchenden weißen Pottwal erinnert, was er in Moby Dick eingearbeitet hat. Thoreau schrieb über seinen Weg zum Gipfel auf dem heutigen Bellows Pipe Trail in seinem Buch „A Week on the Concord and Merrimack Rivers“.
Gegen Ende des 19. Jahrhunderts war der Berg bereits weitgehend gerodet worden, um die umliegenden Industrien zu versorgen. Diese Praxis führte zu teils verheerenden Waldbränden und Bergstürzen, und nach einem weiteren Feuerausbruch gründete eine Gruppe von Geschäftsleuten am 20. Juli 1885 die Greylock Park Association (GPA). Sie kauften daraufhin ein 400 Acres (1,6 km²) großes Grundstück rund um den Gipfel und begannen mit der Reparatur von Zugangsstraßen. Um ihre Arbeiten zu finanzieren, erhob sie für die Straßen am Berg eine Mautgebühr in Höhe von 25 US-Cent (heute ca. 7,27 US-Dollar) sowie ein Eintrittsgeld von 10 US-Cent (heute ca. 3,04 US-Dollar) für einen 1889 errichteten Aussichts- und Beobachtungsturm. 1898 ging aus diesen Anfängen das noch heute existente und eine Fläche von 12.455 Acres (50,4 km²) umfassende Schutzgebiet Mount Greylock State Reservation hervor.

### 20. Jahrhundert

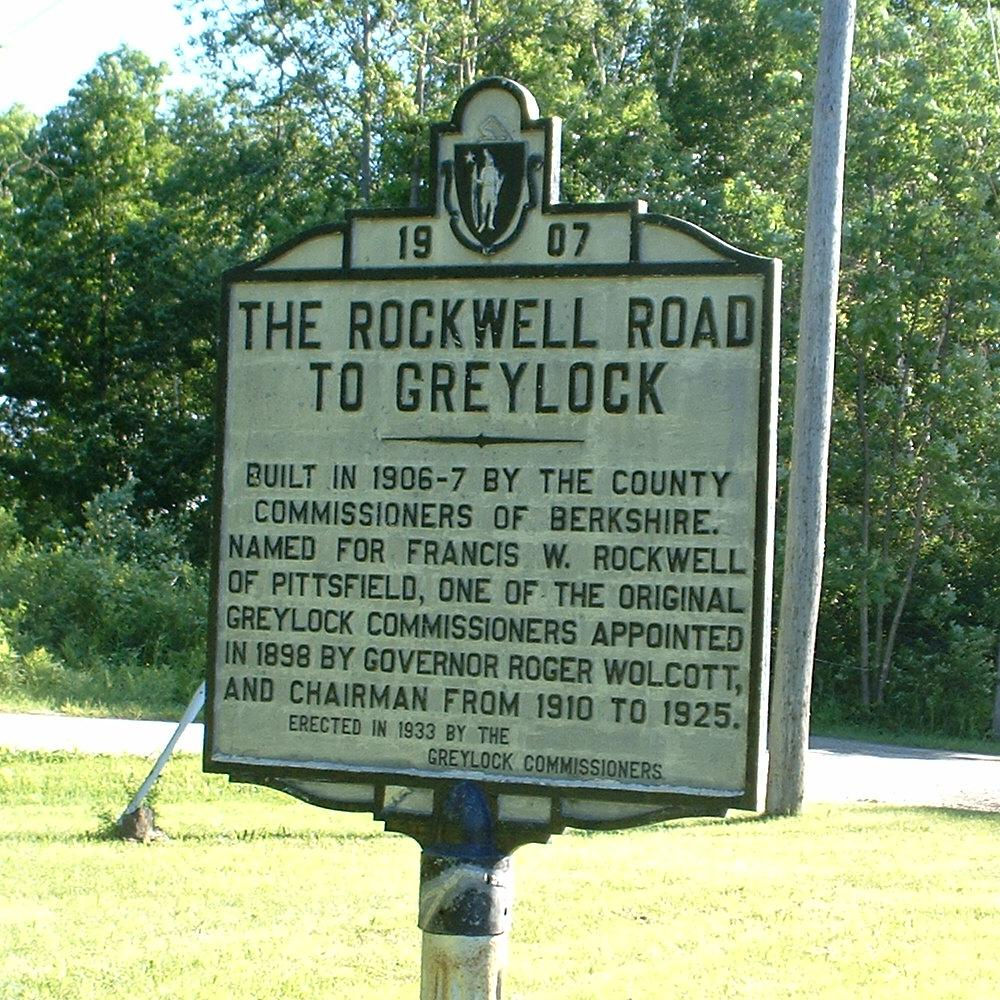
Beginn der auf den Gipfel führenden Rockwell Road in Lanesborough

1906 begann eine vom Berkshire County eingesetzte Kommission mit der Errichtung der ersten Straße, die aus südlicher Richtung zum Gipfel führte. Diese konnte schließlich am 16. September 1907 eröffnet werden. Anschließend kümmerte sie sich um den Ausbau der Wanderwege, so dass 1913 bereits 17 unterschiedliche Wegstrecken existierten.
1929 wurde in dieser Region der Appalachian Trail angelegt, jedoch gab es Streitigkeiten zwischen den Beteiligten über die Zuständigkeiten. So drohte der Weg wieder zu verfallen, bis seine Instandhaltung schließlich 1937 vom Mount Greylock Ski Club übernommen wurde.
Von 1931 bis 1932 erfolgte auf dem Gipfel die Errichtung des Massachusetts (Veterans) War Memorial Tower zum Gedenken an die Kriegsveteranen des Bundesstaats. Die 107. Kompanie des Civilian Conservation Corps baute von 1933 bis 1944 die Straßen und Wege am Berg weiter aus und sorgte ebenfalls für eine Verbesserung der Waldgesundheit. Der Berg wurde zunehmend beliebter bei Skifahrern und Wintertouristen, so dass Skipisten angelegt wurden. Der Thunderbolt Trail wurde 1938 und 1940 für Meisterschaften der damaligen United States Eastern Amateur Ski Association (heute United States Ski and Snowboard Association) genutzt.
Im Oktober 1966 wurde nach langen Rechtsstreitigkeiten auf Initiative der extra zu diesem Zweck ins Leben gerufenen Mount Greylock Protective Association die Verwaltung des Bergs vom Berkshire County auf das Massachusetts Department of Conservation and Recreation übertragen.

## Am Berg errichtete Bauwerke

### Veterans War Memorial Tower
Der Bau des Gedenkturms – zunächst für Veteranen des Bundesstaats im Ersten Weltkrieg, später auch für alle folgenden Kriege – wurde 1930 vom Massachusetts General Court genehmigt, was unter anderem auch vom damaligen Gouverneur Frank G. Allen unterstützt wurde. Der Turm sollte ursprünglich auf Bostoner Stadtgebiet errichtet werden, jedoch wurde beschlossen, ihn stattdessen auf dem Mount Greylock zu bauen. Er wurde in den Jahren 1931 und 1932 zu Baukosten in Höhe von insgesamt 200.000 $ (dies entspricht heute ca. 3.560.000 $) fertiggestellt. Der Turm hat das Aussehen eines Leuchtturms und ist zu Ehren der Veteranen permanent in Betrieb; er kann nachts aus einer Entfernung von bis zu 70 mi (112,7 km) gesehen werden und verfügte mit ehemals 12 jeweils 1500 Watt starken Lampen lange Zeit über die hellste Lichtquelle im gesamten Bundesstaat Massachusetts.
Der 93 ft (28,3 m) hohe Turm verfügt über acht jeweils von einem Fries eingerahmte Beobachtungsposten und war zum Zeitpunkt der Planungen nicht als utilitarisches Bauwerk vorgesehen, sondern sollte klassische Austerität vermitteln. Einige Details, wie bspw. der steinerne Adler am Fuß des Turms, können dem Art déco zugerechnet werden. Obwohl die Anwohner und Behörden der Umgebung dafür stimmten, den Turm aus vor Ort abgebautem Material zu errichten, besteht er aus Granitsteinen, die in einem Steinbruch bei Quincy abgebaut wurden.

### Bascom Lodge

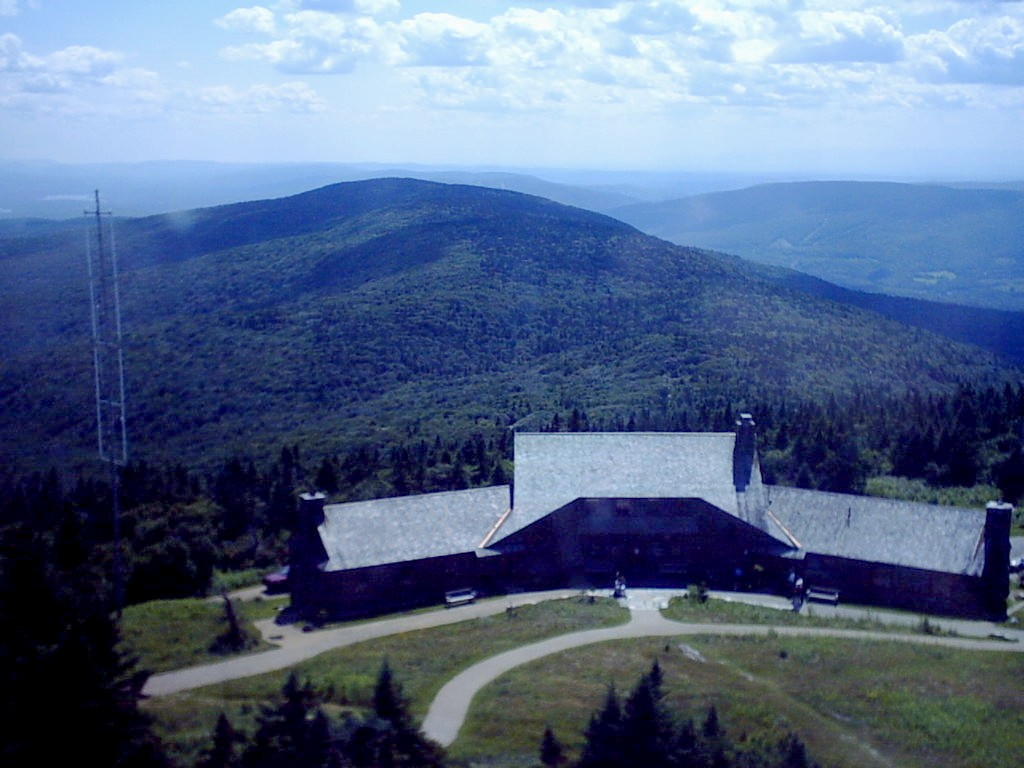
Die Bascom Lodge am Mount Greylock, vom Gedenkturm aus gesehen

Die von 1932 bis 1938 aus unmittelbar am Mount Greylock gewonnenem Schiefer und dort wachsenden Amerikanischen Rot-Fichten errichtete Bascom Lodge wurde von einem Architekten aus Pittsfield entworfen. Die Greylock-Kommission hatte ihren Bau beschlossen, nachdem das Vorgängerbauwerk 1929 einem Feuer zum Opfer gefallen war. Die Schutzhütte wurde nach John Bascom benannt, der Mitglied der Kommission und Professor am Williams College war.

### Thunderbolt Ski Shelter
1940 wurde die Schutzhütte Thunderbolt Ski Shelter vom Civilian Conservation Corps errichtet, wo sich Skifahrer aufwärmen konnten, die den Thunderbolt Trail befuhren. Im Februar 2010 fand anlässlich des 75-jährigen Bestehens dieser Strecke ein Skirennen statt, das an den ersten Lauf am 17. Februar 1935 erinnerte. Seither findet das Rennen jährlich statt, sofern es die Bedingungen zulassen.

### Funktürme
Der Berg ist ebenfalls Standort von drei Funktürmen für Radio- und Fernsehsignale. Ein vierter Turm ist Eigentum der National Oceanic and Atmospheric Administration (NOAA), jedoch außer Betrieb.